# Mario Smash Football
Mario Smash Football (in den USA Super Mario Strikers, in Japan スーパーマリオストライカーズ supamariosutoraikazu) ist ein Super-Mario-Fußball-Videospiel für die GameCube-Konsole. Für die Wii erschien ein Nachfolger namens Mario Strikers Charged Football.

## Spielprinzip
Ein Team besteht aus fünf Spielern, zu denen drei Feldspieler, ein Teamführer und ein Torwart gehören. In zwei bis fünfzehn Minuten versuchen die Teams, den Ball im gegnerischen Netz unterzubringen. Dazu können zahlreiche Tricks genutzt werden, zu denen, analog zu den klassischen Mario-Jump-’n’-Runs, auch Angriffe auf den Gegner mit Schildkrötenpanzern, Bananenschalen, Kettenhunden und anderen Items gehören. Regeln für Seitenaus, Abseits usw. existieren nicht.
Das Spiel ist in fünf Modi unterteilt, zu denen ein Tutorial, mehrere Turniere und ein Mehrspielermodus gehören, die Turnierpokalspiele nennen sich im Einzelnen Pilzpokal, Blumenpokal, Sternenpokal und Bowserpokal, dies gibt es als Superstufe noch einmal.
Das Originalspiel beinhaltet eine Empfehlung von Philipp Lahm.